# Ministère estonien
En Estonie, un ministère est une division de l'administration publique centrale chargé de mettre en œuvre la politique gouvernementale dans un domaine précis. Le ministre, membre du gouvernement qui dirige ce ministère, est nommé par le président de la République.

## Liste des ministères
Le tableau suivant détaille les ministères du gouvernement Kaja Kallas III.
| Ministère                                                | Adresse                         | Site web |
| -------------------------------------------------------- | ------------------------------- | -------- |
| Ministère de l'Éducation et de la Recherche              | Munga 18, 50088 Tartu           | [ 1 ]    |
| Ministère de la Justice                                  | Tõnismägi 5a, 15191 Tallinn     | [ 2 ]    |
| Ministère de la Défense                                  | Sakala 1, 15094 Tallinn         | [ 3 ]    |
| Ministère de l'Environnement                             | Narva mnt 7a, 15172 Tallinn     | [ 4 ]    |
| Ministère de la Culture                                  | Suur-Karja 23, 15076 Tallinn    | [ 5 ]    |
| Ministère des affaires économiques et des communications | Harju 11, 15072 Tallinn         | [ 6 ]    |
| Ministère des Affaires rurales                           | Lai 39-41, 15056 Tallinn        | [ 7 ]    |
| Ministère des Finances                                   | Suur-Ameerika 1, 15006 Tallinn  | [ 8 ]    |
| Ministère de l'Intérieur et des Affaires régionales      | Pikk 61, 15065 Tallinn          | [ 9 ]    |
| Ministère des Affaires sociales                          | Gonsiori 29, 15027 Tallinn      | [ 10 ]   |
| Ministère des Affaires étrangères                        | Islandi Väljak 1, 15049 Tallinn | [ 11 ]   |

## Agences gouvernementales
Les ministères s'appuient sur des agences gouvernementales pour des missions spécifiques.